# Fekete-sárga hegyitangara
A fekete-sárga hegyitangara (Bangsia melanochlamys)  a madarak osztályának verébalakúak (Passeriformes) rendjébe és a tangarafélék (Thraupidae) családjába tartozó faj.

## Rendszerezése
A fajt Carl Edward Hellmayr osztrák ornitológus írta le 1910-ben, a Buthraupis  nembe Buthraupis melanochlamys néven.

## Előfordulása
Az Andok északi és nyugati lejtőin, Kolumbia területén honos. Természetes élőhelyei a szubtrópusi és trópusi síkvidéki és hegyi esőerdők. Állandó, nem vonuló faj.

## Megjelenése
Testhossza 15 centiméter.
|  |

## Életmódja
Gyümölcsökkel, magvakkal és rovarokkal táplálkozik, melyet az aljnövényzetben és a lombkoronában keresgél.

## Természetvédelmi helyzete
Az elterjedési területe kicsi és csökken, egyedszáma 600-1700 példány közötti és szintén csökken.  A Természetvédelmi Világszövetség Vörös listáján sebezhető fajként szerepel. Az élőhelyinek széttöredezettsége, az erdőirtás, a szarvasmarha-tenyésztés, a bányászat, a kisüzemi mezőgazdaság és az útépítés veszélyezteti.